# 北野新太
北野 新太（きたの あらた、1980年 - ）は日本の記者。2002年に報知新聞社に入社し、記者として読売ジャイアンツ、報知新聞社主催の将棋の女流名人戦を担当した。2022年4月からは朝日新聞の将棋・囲碁担当記者として活動している。NHK将棋講座掲載のNHK杯準々決勝丸山忠久－三浦弘行の記事で第26回将棋ペンクラブ大賞観戦記部門受賞。
報知新聞社では入社以来編集局に勤務し、運動第一部などを経て、文化社会部に在籍。

## 評価
将棋棋士を題材にした北野の著書『透明の棋士』（ミシマ社、2015年）を生島淳はノンフィクションでありながら「作者本人が登場」する点で「'80年代を思わせて、懐かしく、イイ雰囲気」だと評価した。「新聞記者らしからぬ熱い文章」だと今井書店の加藤幸典が評価した。

## 生い立ち・私生活
石川県七尾市生まれ、学習院大学法学部政治学科出身。大学在学中に雑誌『SWITCH』編集部でアルバイトをした。妻がいる。

## 著書
- 『透明の棋士』（ミシマ社、2015年） ISBN 978-4903908632
- 『等身の棋士』（ミシマ社、2017年） ISBN 978-4-909394-01-9